# Айвенго (пьеса)
«Айвенго» (фр. Ivanhoë) — историческая драма в трёх действиях французского писателя Александра Дюма-отца, написанная в 1822 году, адаптация одноимённого романа Вальтера Скотта. Самое раннее произведение писателя из сохранившихся полностью или почти полностью. Впервые поставлена на сцене в 1966 году, впервые опубликована в 1974.

## Сюжет
Пьеса представляет собой драматическую обработку романа Вальтера Скотта «Айвенго» (1819), в которой использована только часть сюжета и вычеркнут ряд важных персонажей — в их числе Исаак, Ревекка, шут Вамба. Уилфред Айвенго и король Ричард Львиное Сердце в 1193 году переодетыми прибывают в Англию, власть над которой узурпировал принц Джон. От предводителя вольных стрелков Локсли они узнают, что рыцари-норманны во главе с де Браси похитили отца Айвенго Седрика и его подопечную Ровену, на которой Айвенго когда-то хотел жениться. Получив поддержку Локсли, Айвенго и король берут замок норманнов штурмом. Ричард рассказывает, кто он, саксы присягают ему на верность, Айвенго женится на Ровене.

## Создание и оценки
Александр Дюма написал «Айвенго» в 1822 году в Виллер-Котре. На тот момент 20-летний драматург был автором водевиля «Страсбургский майор», написанного совместно с Адольфом де Лёвеном, не публиковавшегося и не ставившегося на сцене. Он предложил «Айвенго» для постановки парижскому театру Амбигю, но получил отказ. Рукопись была подарена Лёвену, позже перешла к Александру Дюма-сыну, а тот в 1866 году передал её Дьеппской библиотеке. В 1966 году «Айвенго» был впервые поставлен на сцене — в Дьеппском театре. В 1974 году он был опубликован Фернаном Бассаном в составе «Театрального сборника».
В 1862 году под именем Дюма-отца был опубликован полный перевод романа Скотта, но неясно, имеет ли писатель какое-либо отношение к этому переводу.
Текст пьесы сохранился почти полностью (за исключением первой сцены третьего действия). Поскольку текст «Страсбургского майора», по-видимому, утрачен за исключением нескольких строк, «Айвенго» следует считать самым ранним из сохранившихся произведений Дюма.